# Михаил Стипиот
Михаил Стипиот (на средногръцки: Μιχαὴλ ὁ Στυπειώτης) е византийски благородник и военачалник от началото на XII век.
Според „Алексиада“ на Анна Комнина Стипиот бил член на висшата аристокрация, известен като храбър войник. Въпреки това той се появява само в нейната история по време на кампанията на император Алексий I Комнин срещу селджукските турци през 1116 г. По време на тази кампания Стипиот и някой си Стравовасилий устроили засада и унищожиили един турски отряд. По-късно императорът заповядва на Стипиот да започне кампания в района на Аморион. Скоро след това Стипиот успява да превземе крепостта Пойманенон.
За кариерата на Михаил Стипиот при наследника на Алексий I – император Йоан II Комнин, няма сведения, но Михаил Стипиот традиционно се идентифицира със Стипиот, който е споменат в типика на константинополския манастир „Пантократор“. Тъй като този манастир е бил тясно свързан с управляващата династия на Комнините, изглежда, че Стипиот е заемал високо положение и при император Йоан II. Починал известно време преди 1136 г. – годината, в която бил завършен типикът.